# Gonomyia (Leiponeura) parinermis
Gonomyia (Leiponeura) parinermis is een tweevleugelige uit de familie steltmuggen (Limoniidae). De soort komt voor in het Neotropisch gebied.